# الغواوتة السفلى (بني كلة السفلى)
الغواوتة السفلى هو دُوَّار يقع بجماعة بني قلة، إقليم وزان، جهة طنجة تطوان الحسيمة في المملكة المغربية. ينتمي الدوّار لمشيخة بني كلة السفلى التي تضم 23 دوار. يقدر عدد سكانه بـ 410 نسمة حسب الإحصاء الرسمي للسكان والسكنى لسنة 2004.

## روابط خارجية
- البوابة الوطنية للجماعات الترابية
- المندوبية السامية للتخطيط